# 정경부인 (영화)
"정경부인"은 한국에서 제작된 이규웅 감독의 1965년 영화이다. 김진규 등이 주연으로 출연하였고 이수희 등이 제작에 참여하였다.

## 출연

### 주연
- 김진규
- 김지미
- 조미령
- 한은진

## 기타
- 원작자: 이서구
- 조명: 오인환
- 미술: 홍성칠